# Ivan Kocerghin
Ivan Kocerghin (n. 29 decembrie 1935, Kamensk-Șahtinski, RSFS Rusă, URSS – d. 30 mai 2015, Rostov-pe-Don, Regiunea Rostov, Rusia) a fost un luptător sovietic, medaliat olimpic. A participat la 2 ediții ale Jocurilor Olimpice (1960, 1968) în care a câștigat o medalie de bronz.